# 五郎谷俊
五郎谷 俊 （ごろうたに しゅん、1993年3月31日 - ）は、日本の陸上競技選手である。長距離種目を専門とする。遊学館高校と東洋大学の卒業を経て、コモディイイダに所属する。

## 経歴・人物
- 中学時代は全国都道府県対抗駅伝競走大会の6区(3.0km)に出場したが、区間31位だった。
- 高校時代は全国高等学校総合体育大会陸上競技大会の5000m決勝に進んだほか、全国高等学校駅伝競走大会の各校のエースが集まる花の1区で区間10位と好走するなど力のあるランナーだった。
- 高卒後は東洋大学に進学。しかし1〜3年生までは大学駅伝を1度も走っていない。
- 第91回東京箱根間往復大学駅伝競走では、4年生にして初の大学駅伝で5区を任され、順位は1つあげたものの、走り始めてすぐに周りの声が聞こえなくなるという低体温症になりかけ、区間11位という結果になり[1]、チームは総合3位。また、五郎谷自身はこの結果について、『このままじゃ終わらない』という理由で１年留年することを決意した。
- 第92回東京箱根間往復大学駅伝競走はリベンジの5区で、序盤から力強い走りをして、前年とは逆に酒井俊幸監督の檄に対して拳を握るようにガッツポーズをした。途中までは前を走る神野大地との差は3分15秒まで広がったが、17km地点で神野に差し込みがきて、そこから徐々に差を詰め、芦ノ湖ゴール地点では、3分04秒と盛り返した。五郎谷自身も1時間20分切りとなる、1時間19分53秒と区間3位で走りきった[2]。
- 大卒後はコモディイイダに入社。それでも五郎谷の山登りの強さは止まらなかった。
- 2016年7月に開催された第69回富士登山競走（五合目コース男子の部）では、大会新記録となる1時間17分05秒で優勝した。しかも2位との差は約6分。
- 十和田八幡駅伝では、5区を走り、自身初の区間賞を取った。
- 同年11月に開催された東日本実業団対抗駅伝競走大会では、エース区間となる2区を走り、1つ順位を上げる快走を魅せた。
- 2017年4月にはユナイテッドグアムハーフマラソンをコースレコードで優勝。
- 同年7月には第70回富士登山競走（山頂コース男子の部）において、歴代2位の記録で初出場初優勝を獲得。五合目通過タイムは、昨年自身が34年ぶりに樹立した記録を1分上回る走りだった。この結果により、2018年スカイランニング世界選手権内定が決まる。
- 2018年7月に開催された第71回富士登山競走（山頂コース男子の部）に於いても、2時間39分28秒で連覇を果たした。

2022年以降はトレイルランに転向している。